# Snake-eye
Pour l’article homonyme, voir Snake Eyes.
La vis Snake-eye ou vis Spanner est un type de vis de fixation peu répandu dans l'assemblage de pièces. Son empreinte se reconnait par deux simples encoches rondes situées sur le diamètre de la tête. Le nom signifie en anglais « œil de serpent » et on la trouve également sous la dénomination de Pig nose, en référence au groin du cochon.
Cette vis est utilisée pour des pièces de sécurité ; en effet, le tournevis adapté étant peu fréquent, elle réduit la possibilité pour n'importe qui de pouvoir dévisser la vis. De plus, elle empêche un serrage trop puissant de la vis car il existe une forte contrainte d'entaillage (l'embout du tournevis peut vriller si on serre trop fort).
L'appellation snake-eye est une marque déposée de Tamperproof depuis 1987.